# Yahoo! Messenger
Yahoo! Messenger était un système propriétaire de messagerie instantanée, de VoIP et de visioconférence créé par la société Yahoo!.
Yahoo! Messenger nécessite un enregistrement préalable auprès de Yahoo pour l'ouverture d'un compte. Il existait un programme pour Windows, Mac OS et Nokia.
Yahoo! Messenger proposait des environnements (décors), un grand nombre d'émoticônes, la possibilité de communiquer oralement avec un microphone et de pouvoir se voir à l'aide d'une webcam pour des visioconférences. Il donnait également accès aux services Yahoo (météo, bourse, information, résultats sportifs, etc.).

## Historique

Ancien logo.

À l'époque de sa sortie, ICQ régnait en maître incontesté des programmes de messageries instantanées, mais devant ce phénomène, certaines entreprises installèrent des pare-feu autant pour se protéger de l'extérieur que pour essayer de contenir l'engouement trop prononcé de certains pour les discussions électroniques. Dans ce contexte, Yahoo! Messenger connut un grand succès grâce au fait que, utilisant le port 80 (le même que pour le HTTP), il pouvait être utilisé à l'intérieur de n'importe quelle entreprise autorisant l'accès aux pages web.
En 2015, une nouvelle version de la plateforme est disponible. Cette nouvelle version, peu téléchargée par les utilisateurs, ne prend plus en charge les clients Windows et Mac courant 2016, ne laissant de fonctionnelles que les applications Android et iOS, et réduisant ainsi sa facilité d'utilisation.
De plus, le développement très important de la messagerie WhatsApp réduit encore les parts de marché de la messagerie.
Finalement, la messagerie cesse d'être opérationnelle le 17 juillet 2018,.
Yahoo annonce la mise en place prochaine de Yahoo Squirrel une nouvelle messagerie plus adaptée aux besoins des consommateurs,.

## Logiciels compatibles
Il est possible d'utiliser d'autres logiciels pour discuter avec des personnes sous Yahoo! Messenger, mais ces programmes offrent moins de possibilités. Parmi ces programmes, on trouve : Adium, Empathy, Kopete, Pidgin…
Il est également possible de se connecter au réseau Yahoo! Messenger aux utilisateurs du standard ouvert de messagerie instantanée Jabber par l'intermédiaire d'une passerelle (transport).
Depuis juillet 2006, les utilisateurs de Yahoo! Messenger et de Windows Live Messenger peuvent discuter entre eux. La compatibilité s'est arrêtée le 14 décembre 2012.

## Sécurité
Le 27 février 2014, sur la base de documents fournis par Edward Snowden, le Guardian révèle que le service de renseignements électronique du gouvernement britannique (GCHQ) a intercepté les images des "webcams" de millions d'utilisateurs de Yahoo à l'échelle mondiale, très vraisemblablement issues de Yahoo Messager,,,. Le programme Optic Nerve (« nerf optique »), qui a été lancé en phase de tests en 2008 par le GCHQ et était toujours actif en 2012, intercepte les images en masse directement sur les câbles internet par lesquels transitent l'essentiel des informations sur Internet,. Sur une période de six mois en 2008, le programme avait ainsi collecté et enregistré dans les bases de données de l'agence les images de 1,8 million d'utilisateurs. Le Guardian rapporte que l'agence estime qu'entre 3 et 11 pour cent des images recueillies montraient des personnes partiellement ou entièrement dénudées.Ce programme a été utilisé pour des expériences de reconnaissance faciale automatique, en vue de surveiller les "objectifs existants" du GCHQ et de découvrir de nouvelles "cibles d'intérêt". Ces données étaient ensuite traitées et enregistrées par un système fourni par la NSA, et les informations de webcam étaient utilisées dans l'outil XKeyscore de l'agence américaine,. Yahoo a vivement réagi à ces informations en dénonçant « un niveau inédit d'atteinte à la vie privée de [ses] utilisateurs qui est totalement inacceptable »,.